# Jsem dívka k rytmu zrozená
Jsem dívka k rytmu zrozená je třetí studiové album Světlany Nálepkové. Album vyšlo v červenci roku 1999. Je složené z původních českých swingových písní z 40. let. Hudební aranžmá vytvořil Pražský swingový orchestr Jana Matouška.

## Seznam skladeb
V závorce jsou uveden autor hudby a autor textu.
1. Láska je fata morgána (František Svojík/Jarka Mottl) 03:03
2. Mamá, já chci tančit (Jaroslav Malina/Jaroslav Moravec) 03:22
3. Modravé dálky (Jiří Srnka/K. M. Walló) 03:45
4. Já a deštník (Jaroslav Malina/Jaroslav Moravec) 02:46
5. Tvůj bílý šátek (Josef Stelibský/Jarka Mottl) 03:12
6. Poznáte lehce náš rytmus (Leopold Korbař/Jaroslav Moravec) 03:19
7. Říkej mi to, prosím, potichoučku (Václav Pokorný/Jiří Mládek) 02:46
8. Tmavomodré paraplíčko (Jaroslav Malina/Jiří Kafka) 02:44
9. Dvě bílé ruce (Sláva E. Nováček/Ladislav Brom) 03:15
10. My tancujeme swing (Jára Beneš/Václav Mírovský) 02:49
11. Za prvé, za druhé, za třetí (Sláva E. Nováček/Josef Gruss) 03:04
12. Zpívám květům (Josef Stelibský/Jarka Mottl) 03:52
13. Chyťte brouka (Alfons Jindra/Jaroslav Moravec) 03:09
14. Jeho stín (Ivo Hašler/Ivo Hašler) 03:00
15. Život je jen náhoda (Jaroslav Ježek/Jan Werich) 03:10
16. Dívka v rytmu zrozená (Alfons Jindra/Jaroslav Moravec) 03:07
17. Jednou jen jedenkrát (Sláva E. Nováček/Ladislav Brom) 02:41